# ジンスハイム自動車・技術博物館
ジンスハイム自動車・技術博物館（英：Sinsheim Auto & Technik Museum, 独：Auto- und Technikmuseum Sinsheim）は、ドイツ連邦共和国のバーデン＝ヴュルテンベルク州、ジンスハイム市にある技術博物館。日本語では"ジンスハイム自動車・技術博物館"の他、"ジンスハイム自動車技術博物館"、"ジンスハイム交通技術博物館"などの表記も見られる。

## 概要
ジンスハイム自動車・技術博物館は1981年に開設された技術博物館（交通博物館）で、「ジンスハイム自動車・技術博物館協会」によって運営されている。1991年には分館としてシュパイアー技術博物館がラインラント＝プファルツ州のシュパイアー市に開設された。
2004年の時点で約3000点の展示品を所蔵し、屋内・屋外合わせて50,000m2の展示スペースを有する。自動車技術博物館という名称ではあるが航空機や戦車、装甲戦闘車両のコレクションも充実している。超音速旅客機として知られるコンコルド、ソ連版コンコルド（コンコルドスキー）と呼ばれたツポレフ Tu-144が2機並んで地上数10メートルの高さに展示されており、中に入って見学することが可能で、来場者に人気を博している。また、IMAX3Dシアターが併設されている。入場者数は年間約100万人以上で、ヨーロッパで最も大きな私有博物館の一つである。
また、基本的に年中無休である。

## 展示内容

### ウォークイン・エキシビション
コンコルドは2003年にエールフランス社から寄贈されたもので、2001年から展示されているツポレフ Tu-144と並んで展示されている。この2機が一緒に展示されているのは世界でもジンスハイム自動車技術博物館のみである。いずれの機体も中に入って見学出来る。
この他、内部を見学できる航空機としては、ユンカース Ju-52、カナディア CL-215、ダグラス DC-3、ツポレフ Tu-134が展示されている。

### その他の展示品
展示品の詳細についてはWikimedia Commonsのジンスハイム自動車・技術博物館もご参照下さい。
- クラシックカー 約300台
- 1950年代のアメリカ車
- レーシングカー、F-1カー
- 各種トラック、バス
- バイク、約200台
- 蒸気機関車 27輌
- 航空機 50機 各時代の軍用機および民間旅客機
- 各種トラクター 150台
- 蒸気エンジン
- 蒸気オルガン
- 戦車、大砲、その他軍用車両、装甲戦闘車輌など